# 相思带蛱蝶
相思带蛱蝶（学名：Athyma nefte），又名毛盘带蛱蝶、毛盘蝶，为蛺蝶科帶蛺蝶屬下的一个种，主要分布在南亚和东南亚的热带地区。
雄蝶前翅中室白色眉斑断成4段，顶角斑与亚缘斑黄色；雌蝶斑纹阔，全为精黄色，中室眉斑锯状。

## 亚种
亚种的定义基于Bingham。